# Retiro (Chile)
Retiro ist eine Stadt und Gemeinde in der Provinz Linares in der Región del Maule in Chile. Bei der Volkszählung im Jahr 2017 hatte sie 19.974 Einwohner. Die Gemeinde erstreckt sich über eine Fläche von 827,1 km².

## Geschichte
Bis in die ersten Jahrzehnte der Republik war es administrativ von Concepción und in geringerem Maße von der Stadt Chillán abhängig. Die Landstraße zur Hacienda de Calivoro, deren Besitzer aus Penquistas stammten, begann am Bahnhof der damaligen Stadt Rinconada de Parral. 1874 eröffnete die Stadt den Bahnhof Retiro.

## Bevölkerung
Laut der Volkszählung des Nationalen Statistikinstituts von 2002 hatte die Gemeinde Retiro 18.487 Einwohner, davon lebten 4708 (25,4 %) in städtischen Gebieten und 13.779 (74,5 %) auf dem Land. Zu dieser Zeit gab es 9036 Frauen und 9451 Männer. Die Stadt Retiro hat 3300 Einwohner, während Copihue, der zweitgrößte Ort der Gemeinde, 1300 und das Dorf Villaseca etwas mehr als 300 Einwohner hat. Zwischen 1992 und 2002 sank die Gemeindebevölkerung um 6,2 % gegenüber 19.703 im Jahr 1992 (ein Rückgang von 1216 Personen). Im Jahr 2017 zählte man 19.974 Personen.